# Обор-кнез
Обор-кнез је звање за човека који је у Србији био на челу неколико села. За време устанка обично се радило о истакнутим устаницима јер је тада постојала нераскидива веза између цивилне тј. територијалне власти од војне власти па су заповедници српске војске били истовремено и на челу појединих делова ослобођене територије. Србија је била подељена на нахије, на челу са војводама, а оне на кнежине на чијем челу је био обор-кнез. Обор-кнезовима су били потчињени кметови који су били на челу села. У данашњој Србији овај појам би могао да буде еквивалент председнику општине пошто је кнежина била у територијалној организацији сличне величине као данашња општина.